# Królestwo niebieskie (film 2001)
Królestwo niebieskie – amerykańska tragikomedia z 2001 roku na podstawie sztuki Dearly Departed Davida Deana Bottrella i Jessie Jones.

## Główne role
- LL Cool J - Ray Bud Slocumb
- Jada Pinkett Smith - Charisse Slocumb
- Vivica A. Fox - Lucille Slocumb
- Loretta Devine - Marguerite Slocumb
- Anthony Anderson - Junior Slocumb
- Toni Braxton - Juanita Slocumb
- Cedric the Entertainer - Wielebny Beverly H. Hooker
- Darius McCrary - Royce Slocumb
- Whoopi Goldberg - Raynelle Slocumb
- Richard Gant - Clyde Kincade
- Masasa Moyo - Delightful Slocumb
- Dominic Hoffman - Antoine Depew
- Patrice Moncell - Merline Depew
- Clifton Davis - Charles Winslow
- Kellita Smith - Bernice Talbert
- Aloma Wright - Veda
- Tamala Jones - Nadine

## Fabuła
Umiera stary i skąpy Bud Slocumb. Na jego pogrzeb zjeżdża cała rodzinka: zrozpaczona wdowa Raynelle; bezrobotny syn Junior, który zdradza swoją żonę Charisse, walczący z alkoholizmem drugi syn Ray Bud, wraz z wspierającą go żoną Lucille. Poza nimi pojawia się też młodsza córka Delightful, która ciągle coś je; religijna ciotka Marguerite i jej kapryśny syn Royce oraz Juanita - żona ich bogatego kuzyna. Podczas tych trzech dni rodzina rozwiąże swoje problemy i rozpętają się nowe waśnie...